# シャム・モーゼル
シャム・モーゼルあるいはサイミーズ・マウザー（英語: Siamese Mauser）は、シャム王国（タイ）で製造されたモーゼル式ボルトアクション小銃の通称である。

## 歴史
20世紀初頭、ラーマ5世治世下のシャム王国は東南アジアにおける数少ない独立国の1つだった。これはシャムの支配権を主張していたイギリスおよびフランスの双方が、シャムを緩衝地帯として独立させておくことが望ましいと考えたためである。ラーマ5世はヨーロッパ諸国に対抗するべく様々な近代化政策を打ち出し、その一環として主力歩兵銃の更新にも着手した。
シャム・モーゼル以前にシャムが調達した近代的な小銃としては、イギリス製のスナイドル銃やマルティニ・ヘンリー銃、フランス製のグラース銃に始まり、1870年代後半からはドイツ製Gew71やその改良型のGew71/84が輸入されるようになった。1893年、パークナム事件として知られるシャム軍とフランス軍の紛争の末、シャムはラオスの支配権を失った。この事件もさらなる軍の近代化を後押しした。1897年、オーストリア製のマンリッヒャー M1888小銃およびマンリッヒャー M1890騎兵銃の輸入が始まった。

### 46式小銃

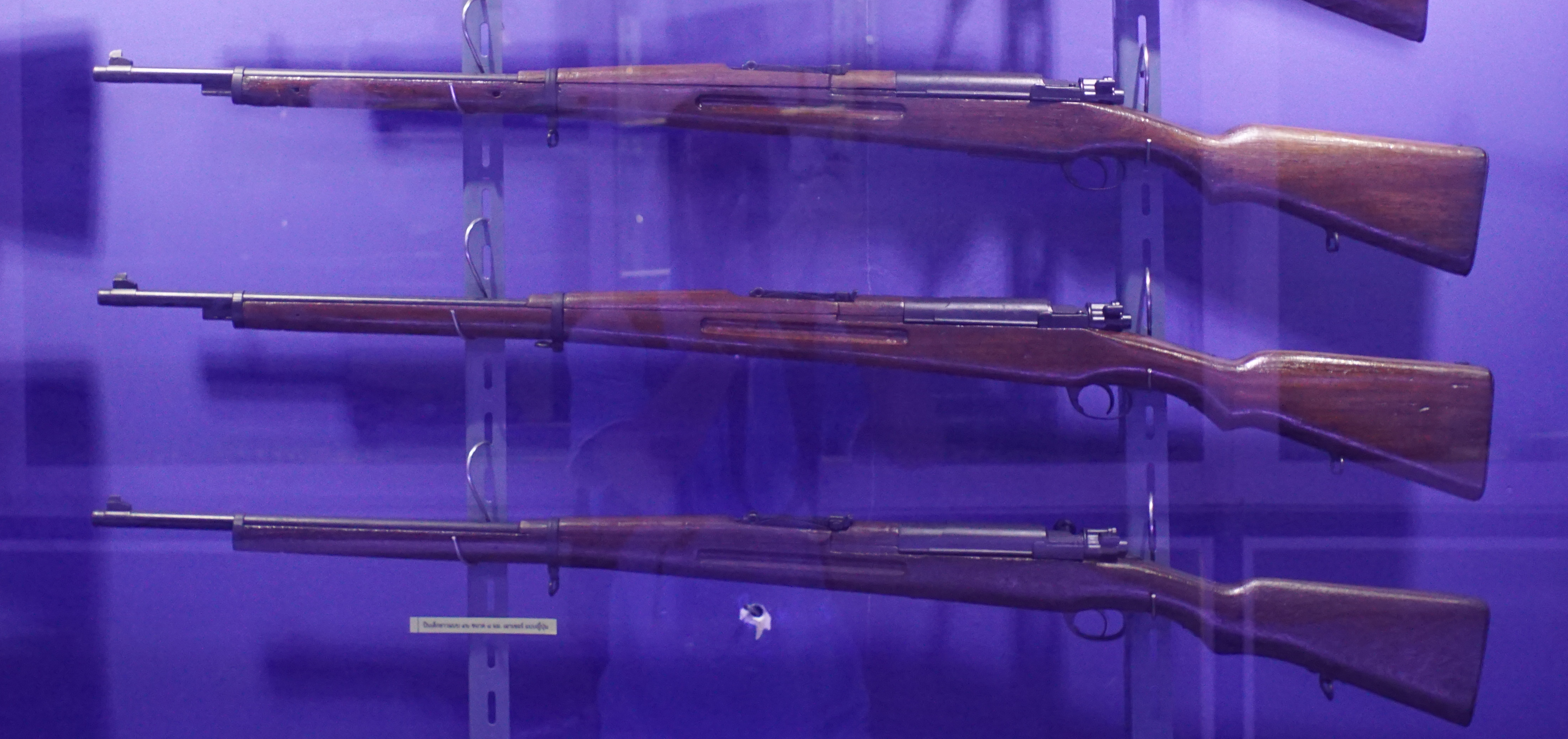
46式小銃

新式小銃の検討に際しては、ドイツ製Gew98小銃やフランス製ベルティエ小銃、日本製三十年式歩兵銃および三十五年式海軍銃などの審査が行われ、このうちGew98が最も優秀な設計と判断された。
考案された新式小銃は、Gew98小銃の構造を元に、いくつかのモーゼル式小銃の特徴を組み合わせたものだった。シャム政府ではこの新式小銃をモーゼル社が製造することを望んでいたものの、モーゼル社がドイツおよびトルコ向け小銃の生産を優先したために叶わず、代わりに日本の東京砲兵工廠に製造を委託することとなった。当初、この小銃はラッタナコーシン暦121年式、すなわちR.S.121式（タイ語: ร.ศ.121）と呼ばれた。ラーマ6世が仏暦を採用した後にはこれに基づく46式小銃という呼称に改められた。日本側の記録では、8mm小銃、S号銃（Sはシャムの略）という呼称が使われている。1903年から1908年にかけて、蛋形弾である8x50R弾（45式弾）仕様の46式小銃がおよそ40万丁製造された。45式弾は、M1888小銃用に調達されていた8x50mm マンリッヒャー弾に感銘を受けて開発されたと言われている。当初はドイツおよび日本で製造が行われていたが、後に国産化された。また、1902年にはシャム王国が日本の三井物産に無煙装薬の製造工場および小火器弾薬組み立て工場の建設依頼を行った。三井物産はかねてよりシャム海軍の建造を行っており、また艦艇備付の小火器として三十年式歩兵銃や南部大型自動拳銃も納入していた。
46式小銃は、モーゼル社とのライセンス契約のもと設計された。コック・オン・オープニング方式と3点式の安全装置を特徴とするボルトの構造は、モーゼル社の特許に基づいている。機関部前端には、ハンドガードを固定するためのカラー部が設けられている。これはドイツ製Gew98とは異なり、ポーランド製のモーゼル式小銃に見られる特徴である。また、三十五年式海軍銃と同形式の遊底覆を備えていた。
最初の2万丁が納品された後、以後の生産分には何点かの改良が加えられた。日本製木材の強度に問題があり割れやすかったことから、銃床は日本製小銃と同様に2個の木材を組み合わせたものに変更された。また、やはり日本製小銃と同様に、機関部および用心鉄の後方が延長された。改良後も名称は変更されなかった。
1904年、東京砲兵工廠にて46式小銃を原型とした騎兵銃の製造が始まった。この騎兵銃はR.S.123式小銃と呼ばれ、仏暦採用後は47式と改称された。日本側の記録では、S号騎銃という呼称が使われている。短銃身を除けば、構造に46式との大きな違いはない。
1923年、シャム軍は機関銃の更新に合わせて、尖頭弾である8x52R弾（66式弾）を新たに採用した。46式小銃および47式小銃もほとんどが66式弾を使えるように改修された。改修後の小銃は、照門の距離調整用の傾斜部が66式弾の弾道に合わせて削られていることで区別できる。66式弾は国産のほか、ドイツ、日本、イギリスで製造された。
1930年代半ばから後半にかけて、バンコクの造兵廠でも東京砲兵工廠から譲り受けた機材を用い、一定数の47/66式が製造されたと言われている。

### 66式小銃

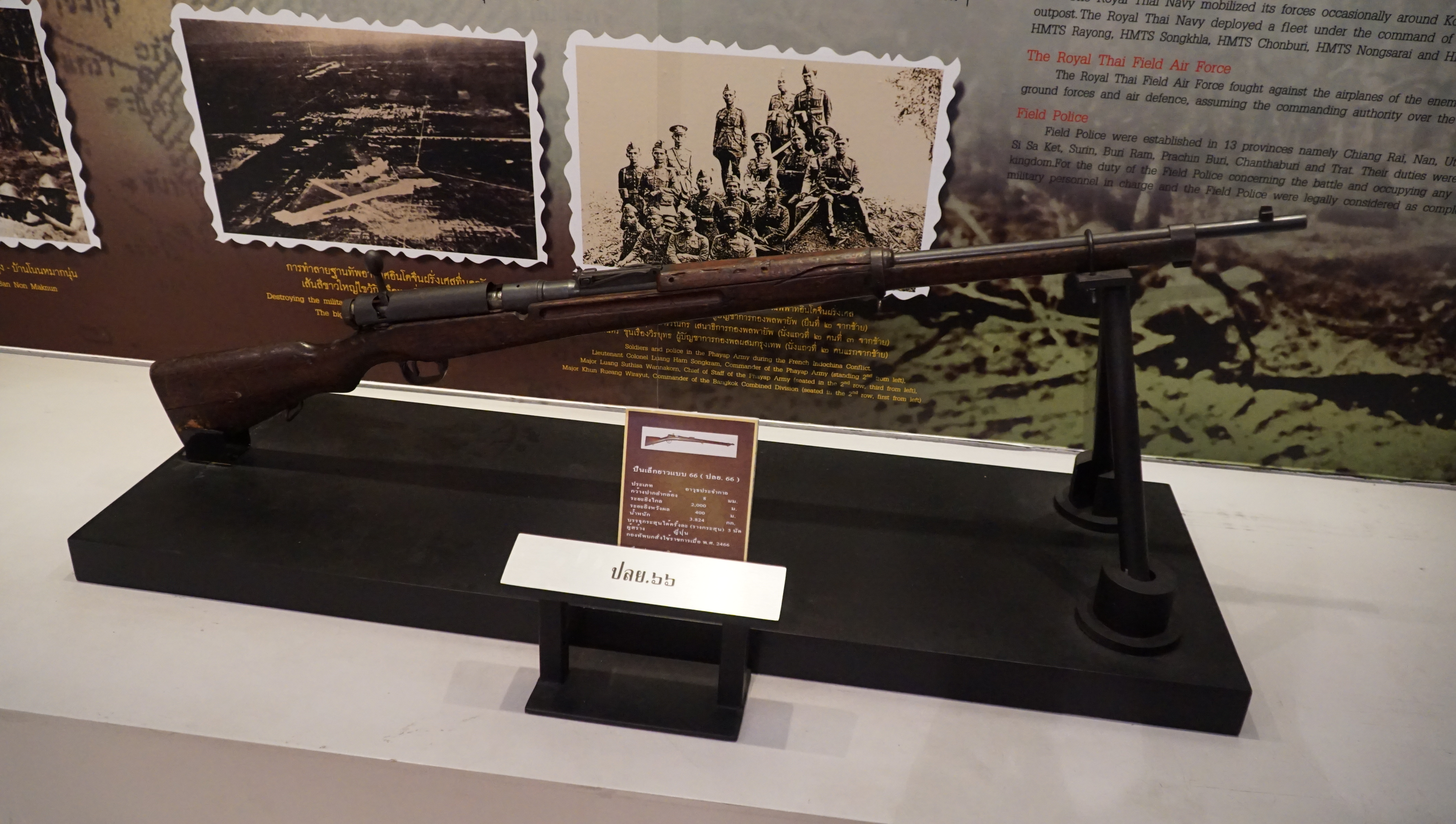
66式小銃

ラーマ5世の跡を継いで1910年に即位したラーマ6世は、かつてイギリスに留学して高等教育を受けた経験もあったため、新小銃としてイギリス製.303口径リー・エンフィールド小銃の採用を検討し、一部部隊向けに1万丁の調達を行った。しかし、新たな小銃を採用すれば弾薬の一本化のために機関銃も全て更新しなければならないと軍部から反対意見が出たことで断念した。その後、三八式歩兵銃を輸出していた日本の商社からリー・エンフィールドよりも安価に66式弾仕様小銃を調達できると提案された。当時、第一次世界大戦の終結を受けて各国からの小銃の発注が途絶えていた東京砲兵工廠では、新たな契約先を模索していた。1923年、5万丁の日本製小銃を66式小銃という名称で調達する旨が決定した。日本側の記録では、六六式暹羅歩兵銃という呼称が使われている。最終的に5万丁が納品されたのは1928年になってからだった。66式小銃は基本的に66式弾仕様の三八式歩兵銃であり、外見もよく似ていたが、部品の互換性はほとんどなかった。照門もラダー式ではなくタンジェント式だった。1941年、太平洋戦争勃発を経てシャムは日本と日泰攻守同盟条約を締結し、その後にシャムが輸入した三八式歩兵銃は83式小銃の名称で配備された。

## 第二次世界大戦後
1950年代に入ると、東南アジアでも冷戦を背景とする東西両陣営の対立が深刻化した。タイはアメリカの影響下に収まり、スプリングフィールドM1903A3、M1ガーランド、M1/M2カービンといったアメリカ製小銃の調達が進められた。こうした中、一線を退いた66式および83式小銃を.30-06スプリングフィールド弾仕様に改造した上でカービン銃の長さに切り詰めたものが警察部隊に配備されていた。また、46式あるいは47式も、同様に.30-06スプリングフィールド弾仕様に改造された例が少数あるという。
シャム・モーゼルの民生市場への放出は、タイ軍に新式装備が行き渡る1960年代以前に始まったと考えられている。1970年代にはアメリカの軍放出品市場に大量に流入したものの、66式弾の入手は極めて困難であった。そのため、各種リムド弾用スポーツライフルへと改造されることが多かった。.45-70ガバメント弾、.30-40クラグ弾、.348ウィンチェスター弾などへの改造例が知られている。アメリカのネイビー・アームズ社では、1970年代に.45-70弾仕様に改造したシャム・モーゼルの販売を行っていた。1960年代から1970年代頃には、フィンランドのサコー社にて66式弾の製造が行われた。